# 詹森主義 (外交)
詹森主義（英語：Johnson Doctrine）是美國第三十六任總統林登·詹森提出的外交政策。林登·詹森在1965年下令入侵多明尼加共和國後，宣佈不允許在西半球出現會另一個共產專政的國家，這就是詹森主義。

## 參照
- 门罗主义
- 勃列日涅夫主义

## 延伸閱讀
- Meiertöns, Heiko (2010): The Doctrines of US Security Policy - An Evaluation under International Law, Cambridge University Press, ISBN 9780521766487.